# Tatuaje de jagua

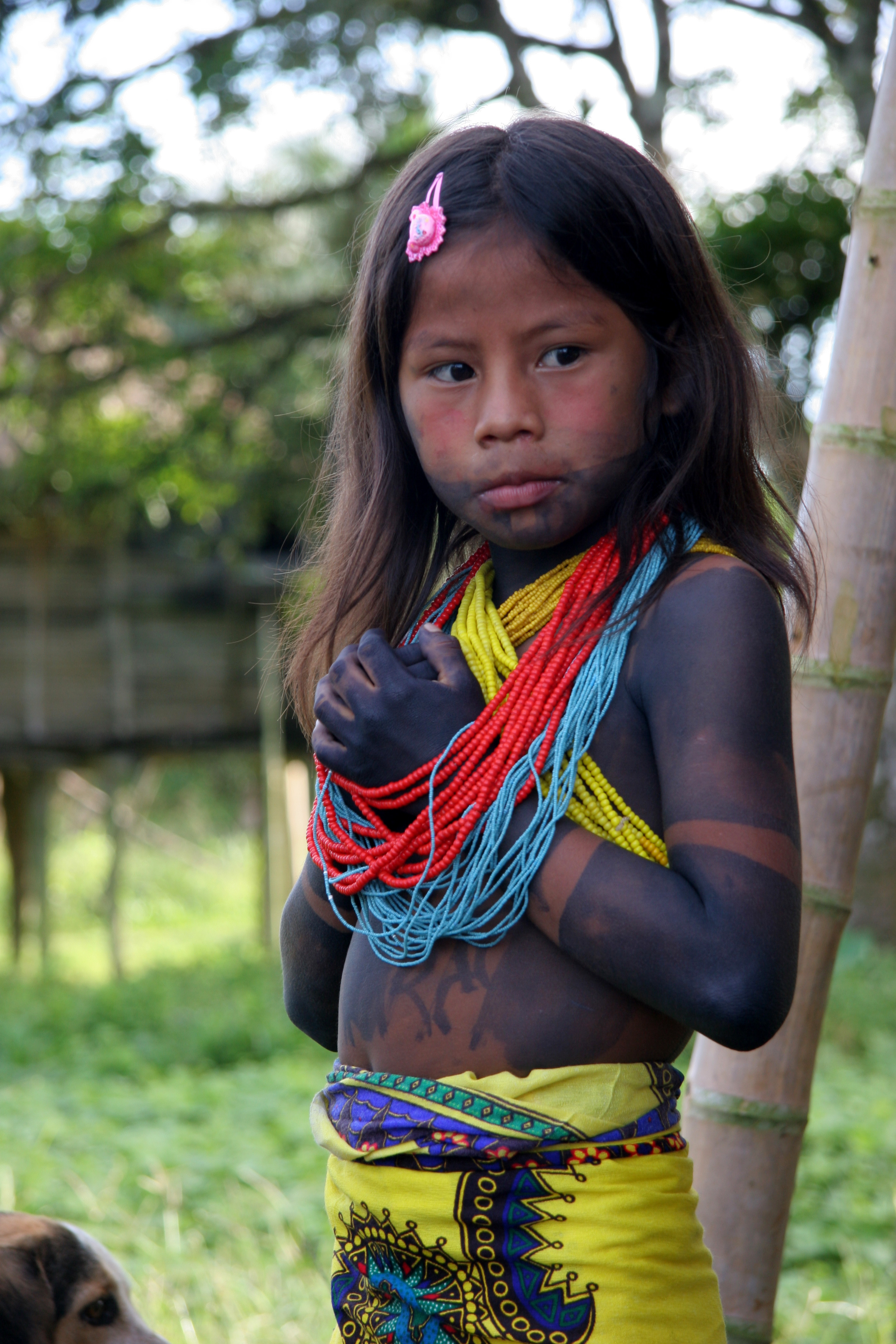
Una niña Emberá con kipará en Panamá

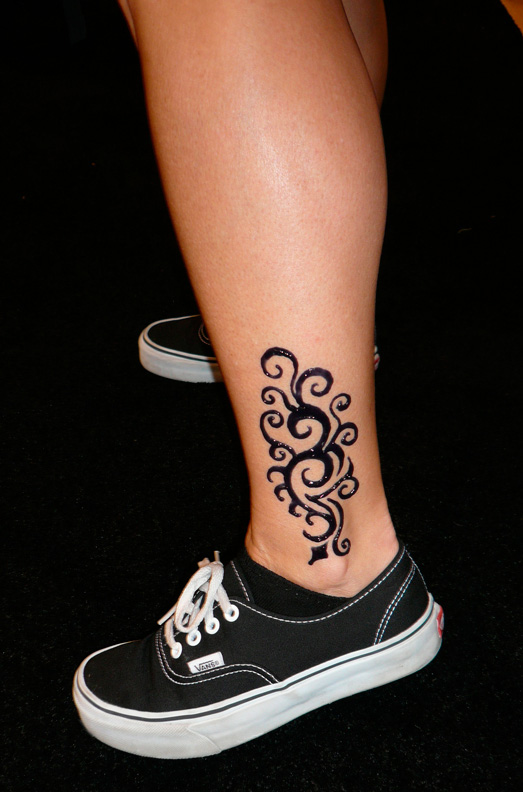
Tatuaje de Jagua recién aplicado

El tatuaje de jagua o Kipará es una forma temporal de decoración de la piel que resulta de la aplicación de un extracto de la fruta Genipa americana, también conocida como jagua. Esta fruta se ha utilizado para la ornamentación corporal y con fines medicinales en muchas zonas de América del Sur durante siglos. Recientemente se introdujo en América del Norte y Europa como una adición al arte corporal llamado mehendi, mehandi o mehndi en la India. 
El método del tatuaje de jagua implica la aplicación superficial de un tinte que luego se fija en unas pocas horas, tiñendo la capa superior de la piel o epidermis. El cuerpo se desprende de esta capa de piel de forma continua y, finalmente, el tatuaje se desvanece y desaparece.
El término "tatuaje" se asocia más comúnmente con la inserción quirúrgica permanente de pigmento debajo de la piel, a diferencia de los pigmentos aplicados a la superficie de la piel. Tanto los tatuajes de mehndi como los de jagua tiñen la capa superior de la piel. En el caso de la jagua, el color se desarrolla y se oscurece durante varios días hacia un color negro índigo.
Si bien los tatuajes de mehndi están asociados con las culturas india, africana y del Medio Oriente, el arte corporal de jagua fue inventado por tribus del área caribeña y pueblos indígenas de la región amazónica .

## Etimología
La palabra jagua deriva del nahua xahualli.

## La fruta
Genipa americana es una especie de Genipa, nativa del norte de América del Sur (sur de Perú ), el Caribe y el sur de México, que crece en profusión en las selvas tropicales . Se le llama comúnmente huito ; el nombre alternativo jagua también puede referirse a otras especies de Genipa. Para los Incas, era conocido como hawa o wituq . En las islas británicas de las Indias Occidentales, se llamaba la caja de mermelada .
Es un árbol de tamaño mediano que alcanza los 15 m de altura. Las hojas son opuestas, lanceoladas a oblongas, 20–35 cm de largo y 10–19 cm de ancho, verde oscuro brillante, con un margen entero. Las flores son blancas, amarillas o rojas, con una corola de cinco lóbulos 5–6 cm de diámetro. El fruto es una baya comestible de piel gruesa 5–8 cm de diámetro.

## Usos indígenas
Las tribus nativas del Amazonas usan tradicionalmente el jugo de la fruta de jagua para la ornamentación del cuerpo. Ciertas tribus, como los indios Matses de Perú, también lo insertan debajo de la piel para crear marcas permanentes en el cuerpo. Además, la fruta se usa para propósitos medicinales. Los pueblos conocidos por usar la fruta de la jagua (actualmente o en el pasado) incluyen: Zapara, Shuar, Tsachila, Emberá-Wounaan, Yucuna, Kuna, Yuqui, Tikuna, Yagua, Arakmbut, Ka'apor, Canelos-Quichua, Kichwas amazónicos y Shipibo-Conibo .

## Usos occidentales
"Tatuaje de jagua" es un término utilizado por la gente en la industria del arte corporal para referirse a una forma de tatuaje temporal, que se crea usando el jugo o extracto de la genipa americana o fruta de jagua. Los diseños creados con jagua aparecen en color cian/negro en la piel y se asemejan a un tatuaje real (los tatuajes de mehndi son de color chocolate rojizo). Dependiendo de una variedad de factores, la mancha en la piel dura de una a dos semanas y se desvanece gradualmente a medida que la piel se exfolia. Algunos artistas de jagua usan las preparaciones de tatuaje de jagua como una opción de tatuaje temporal adicional, y algunos artistas de tatuajes profesionales lo usan para dar a sus clientes la opción de 'probar' un tatuaje antes de usar tinta permanente.
Varias empresas que venden kits de tatuajes temporales han introducido productos elaborados con jagua como base.